# Subprefectura de Capela do Socorro
La subprefectura de Capela do Socorro es una de las 32 subprefecturas de la ciudad de São Paulo, siendo regida por la Ley Nº 13,999 del 1 de agosto del 2002.
Está conformada por tres distritos: Socorro, Grajaú y Cidade Dutra que sumados representan un área de 134.2 kilómetros cuadrados y una población de 684 757 habitantes que la convierten en la subprefectura más poblada del municipio de São Paulo.

## Historia
La región que hoy es la subprefectura estuvo habitada por los indios Tupi que finalmente tuvieron que regresar a la región de Parelheiros. La primera ocupación europea se remonta a 1827, cuando 120 inmigrantes alemanes desembarcaron en el puerto de Santos. Lamentablemente, poco queda de esta ocupación con apenas algunas familias alemanas aún afincadas en la zona(los Schunck, Reeberg, Roschel, Hessel, Guilger, etc.).
A principios del siglo XX, se inició el proyecto de control del caudal del río Tietê. La región se benefició del enderezamiento del río Pinheiros (reducción de las inundaciones) y de la construcción de la presa de Guarapiranga (aumento del suministro de energía). Con la sequía de 1924, el proyecto se amplió con la construcción de la presa Billings.
La construcción de las presas propició la instalación de diversos equipamientos públicos y privados de ocio como parques, clubes, áreas recreativas, etc. Asimismo se dio la construcción de la carretera Washington Luís (actual Avenida Washington Luís) y posteriormente Avenida Interlagos, que propiciaron la ocupación del suelo y la especulación inmobiliaria durante la segunda mitad del siglo XX. Dos proyectos inmobiliarios que se destacaron fueron Vila Friburgo e "Interlagos - Balneário Satélite de São Paulo", este último construido por Auto Estradas S.A.
A partir de la década de 1940, la subprefectura de Santo Amaro experimentó un enorme aumento del número de industrias, albergando parte del crecimiento urbano de la ciudad, lo que llevó a muchos trabajadores de estas industrias a buscar vivienda en Capela do Socorro. Un ejemplo de este tipo de ocupación fue Cidade Dutra que fue planificada y construida por Auto Estradas S.A. para satisfacer la demanda residencial, y se convirtió en un vector de desarrollo. El desarrollo industrial y urbanístico se impulsó en los años 50, 60 y 70 con la construcción de la Marginal Pinheiros y la ampliación y construcción de vías públicas.
En 1975, la Ley de Protección de Manantiales y la legislación de zonificación industrial pusieron "freno" al desarrollo desordenado con el objetivo de controlar la calidad ambiental y el crecimiento urbano. Al mismo tiempo, empezaron a aparecer los primeros asentamientos irregulares, principalmente cerca de arroyos. Se calcula que hoy existen doscientos (200) barrios irregulares y doscientos veinte (220) asentamientos humanos.
En el territorio de esta subprefectura se ubica el Autodromo José Carlos Pace o "Autódromo de Interlagos".